# Cas Rasputín
El cas Rasputín fou un presumpte cas de corrupció que afectà destacats membres del govern balear llavors presidit per Jaume Matas i Palou.
El govern computà com a despesa oficial set entrades a un local de teatre eròtic de Moscou (batejat amb nom de Grigori Rasputin), on s'havia desplaçat una delegació del Govern Balear per a promocionar-hi les Illes Balears com a destinació turística. Els fets es remunten al febrer de 2004.
Arran del coneixement dels fets, el govern assumí els fets i acceptà la dimissió de Juan Carlos Alía, director gerent de l'Institut Balear de Turisme (IBATUR).
El juliol del 2004, el fiscal en cap del Tribunal Superior de Justícia de les Illes Balears, Bartomeu Barceló, obrí diligències informatives a instàncies del grup feminista Lobby de Dones de Mallorca. El mateix fiscal, però, arxivà el cas el setembre del 2004 amb l'argument que Alía carregà els tiquets del Rasputín al pressupost de la comunitat autònoma per error, ja que estaven escrits en rus i que retornà de la seva butxaca els 129 euros pagats de les entrades.

## Cronologia
El gerent de l'Ibatur, Juan Carlos Alía Pino, presentà el 8 de juliol de 2004 la seva dimissió irrevocable després d'haver-se descobert que facturà a la Conselleria de Turisme set tiquets, amb les seves consumicions incloses, del club eròtic Rasputín de Moscou com a despeses oficials d'un viatge del Govern del PP a la capital russa. Alía assumí per complet la responsabilitat de l'error que argumentà en la gran quantitat de tiquets que manejava i, alhora, demanà disculpes pels fets després de reemborsar els 369 euros de la bauxa moscovita. L'afer va sortir a la llum pública arran de dues preguntes escrites i una sol·licitud de documentació formulada pel diputat socialista, Antoni Diéguez, al Parlament sobre el viatge oficial del Govern a Moscou.
Els fets, publicats per Diario de Mallorca, es remunten al 25 de febrer de 2004, quan una comitiva encapçalada pel president Matas viatjà a la capital russa per fer una presentació turística de les Balears i, alhora, presenciar el partit de UEFA entre el Mallorca i l'Spartak de Moscou. Amb el cap de l'Executiu i el seu escorta, Julián Valencia Gutiérrez, viatjaven també el conseller de Turisme, Joan Flaquer Riutort; el seu cap de premsa, José Negrón Nevado; el cap gabinet de la Conselleria, Francesc Salas Santos; i Juan Carlos Alía Pino. Al seguici s'hi afegí un traductor local. Les despeses totals previstes per al viatge eren de 19.154,25 euros. Tot i que el nombre de persones del seguici coincideix amb el nombre de tiquets facturats, Alía negà que Matas i Flaquer hi fossin presents. L'exgerent de l'Ibatur es negà a desvelar els noms dels "amics" que l'acompanyaren al club eròtic Rasputín i, encara que demanà disculpes pels perjudicis ocasionats per la seva acció, demanà respecte cap a la seva vida privada i temps lliure. "Tot començà després d'un sopar oficial, un grup d'amics i jo decidírem anar a fer una copa i, per indicació d'algunes persones russes, acudírem a l'esmentat establiment d'espectacles i serveis eròtics. Atesa la gran quantitat de justificants de pagament que genera un viatge d'aquestes característiques i al fet d'estar escrits en rus, em vaig confondre", explicà Alía. Fruit d'aquesta confusió, el gerent de l'Ibatur carregà prop de 370 euros entre les entrades al local i les consumicions posteriors.
Antoni Diéguez va anar més enllà i va assegurar que tenien sospites que coses així passaven en els viatges promocionals i temien que no fos un fet aïllat i fets semblants s'haguessin produït en altres llocs. De fet, Diéguez va demanar més factures de viatges. Tanmateix, el diputat assegurà que el Govern va paralitzar l'entrega de factures. El PSOE de Calvià va preguntar si l'aleshores batle d'aquesta localitat, Carlos Delgado, va ser un dels assistents al club de cites. Pel PSOE era indigne que representants del Govern i de l'Ajuntament de Calvià que varen visitar Moscou, en teoria per promocionar l'Olimpíada d'Escacs, es dediquessin a gastar doblers públics en un club eròtic. El PSOE va donar entrada al registre del Consistori una sol·licitud de còpia de totes les factures amb càrrec a aquest viatge.
El Govern de les Illes Balears es negà a facilitar els noms de les persones que acompanyaren a l'exgerent d'IBATUR, Juan Carlos Alía, al prostíbul moscovita Rasputín.
Antoni Diéguez digué que si el president Matas, el seu escorta i el traductor no anaren al club, les vacants podrien haver estat cobertes pel batle de Calvià, Carlos Delgado; el regidor d'Esports, Javier Más, i pel director de l'Olimpíada d'Escacs, Antoni Rami Alós. Delgado ho negà. Rami, anys després digué en una entrevista que Joan Flaquer el va convidar a la comitiva que va fer aquesta excursió. Que li va dir que ho passarien bé i que ell li va replicar que no podia deixar al grup. Afegí que aquella nit ell era al Bolshoi i que a Delgado no el va veure al teatre amb ells.
La Junta de Portaveus del Parlament balear rebutjà el 20 de juliol de 2004, amb els vots dels membres del PP, la compareixença de l'aleshores president del Govern, Jaume Matas, per explicar el cas Rasputín.
A finals de juliol de 2004, la Fiscalia va decidir obrir diligències informatives sobre l'anomenat afer Rasputín per decidir si enviava el cas al jutjat. L'obertura de diligències es produí a instàncies del Lobby de Dones, després d'una denúncia per possible malversació de fons públics. Francesca Mas, advocada d'aquesta associació, assenyalava que veien indicis de delicte en el fet d'haver pagat amb fons públics les despeses generades per una delegació oficial de les Illes Balears en un club eròtic de Moscou, en concret el Rasputín. Mas assenyalà que esperava que altres partits es personessin en la causa. Joan Flaquer, aleshores conseller de Turisme, assenyalà que considerava lògica l'obertura de diligències, si bé va afegir que no pressuposaven l'existència de delicte.
La Fiscalia del Tribunal Superior de Justícia de les Illes Balears acordà l'1 de setembre de 2004 l'arxivament de les diligències informatives obertes el juliol anterior sobre l'afer Rasputín, arran de la denúncia presentada pel Lobby de Dones. El ministeri públic entenia que els fets denunciats no eren constitutius de delicte, ja que donà per bona la tesi de l'error, formulada per l'exgerent de l'Ibatur, Juan Carlos Alía, i perquè la quantitat, uns 369 euros, ja ha estat retornada al Govern.
El conseller balear de Turisme, Joan Flaquer, comparegué el 16 de setembre en comissió parlamentària per donar explicacions sobre el polèmic viatge que derivà en cas Rasputín. Tal com estava previst, no revelà el nom de les persones que acompanyaren l'exgerent d'Ibatur, Juan Carlos Alía, al club eròtic Rasputín, perquè, segons afirmà, "ni ho sé ni m'importa". Tampoc aclarí si va tornar a l'hotel de Moscou amb el president Matas. Assegura que no ho recorda. Davant la frustració dels grups de l'oposició, que exigien respostes a les grans incògnites de l'afer, el portaveu del Govern va aprofitar la seva compareixença en comissió parlamentària per complir tres objectius: demanar disculpes per "l'error" d'Alía en facturar les entrades del prostíbul als comptes públics; defensar l'actitud dels membres de l'Executiu autonòmic durant el viatge oficial, recordant que els objectius eren assistir al partit entre Spartak i Mallorca i promocionar turísticament les Illes; i contrarestar les crítiques de l'esquerra acusant-la d'escampar difamacions i esgrimint factures presentades per l'anterior conseller de Turisme, Celestí Alomar. Durant aquesta comissió, Pere Sampol va pronunciar la seva famosa frase, que esdevindria una frase històrica: "Vostès han anat de putes amb els doblers del poble i encara venen aquí a renyar els diputats que li fan preguntes. És que és el colmo!, és que és el colmo, això!". Tot i que al Diari de Sessions del Parlament apareix traduïa la paraula "colmo" com a "súmmum".
El 19 d'octubre de 2004, el grup socialista va presentar una moció per reprovar el comportament dels membres de la delegació balear que assistiren, el febrer anterior, a un teatre eròtic de Moscou i, de passada, demanar al president Matas la destitució del conseller de Turisme, Joan Flaquer. La moció esmentada va ser presentada i defensada per Antoni Diéguez i constava de cinc punts. En els dos primers s'hi demanava que el Parlament condemnés el comportament "políticament inadequat" dels efectius de la delegació balear que visitaren el prostíbul i l'assignació als pressuposts públics de les despeses originades per les entrades i les consumicions que hi efectuaren. El tercer constatava "el perjudici important" que el viatge a Moscou havia ocasionat a la imatge de les Balears. El quart advertia que les explicacions ofertes pels responsables polítics de l'expedició havien estat "tardanes, incompletes i contradictòries". El darrer punt instava el president del Govern, Jaume Matas, a procedir a la destitució de Joan Flaquer. La majoria del PP a la Cambra rebutjà el conjunt de la proposta (29 vots); UM s'abstingué (3 vots) i l'oposició votà a favor (27 vots). Però, al marge de les qüestions ètiques i polítiques derivades de l'afer, el debat es va submergir en una dinàmica que acabà amb un intercanvi d'insults i insinuacions de mal gust. La picabaralla més cridanera la protagonitzaren el portaveu del PSM, Pere Sampol, i el mateix Flaquer. Sampol qualificà de "lights" els punts de la moció, ja que segons ell, per ser rigorosos s'havia de parlar de l'escàndol polític més gran de la història de l'autonomia a les Illes Balears, i es podria anar encara més enllà i qualificar-ho de vertadera alarma social. Antoni Diéguez (PSIB), defensor de la moció presentada pel seu grup polític, digué que al carrer tothom tenia clar el que va passar i sobre la pregunta que ha flotat en tots els debats, qui van anar al Rasputín, i que no volgué contestar de forma oberta el Govern, el silenci de l'Omertà no van poder vèncer a la saviesa popular, que coincidia sorprenentment en la seva convicció. Si realment aquells que tothom coincidia que van estar al Rasputín no haguessin estat, només podien recriminar el servei galdós que els faria en aquest cas el silenci d'Alía i l'Omertà, llevat que la veritat fos pitjor i en aquest cas sí que s'hauria d'agrair el silenci. Afirmà que es podia concloure que el responsable polític dels fets de Moscou era el conseller de Turisme, responsabilitat que arriba de manera indirecta al President del Govern per haver-lo nomenat. Per això va demanar al president que destituís al conseller Flaquer, ja que aquest no volia dimitir.
Un any després, els grups parlamentaris del PP i del PSIB-PSOE van arribar a una mena de "pacte de silenci" per no treure a la llum algunes de les factures acumulades pel Govern als darrers sis anys. Es tractaria de no "airejar" determinades despeses de dinars i viatges oficials realitzats tant per l'Executiu de Francesc Antich (1999-2003) com pel Gabinet de Jaume Matas. A canvi de mantenir aquesta "discreció", els principals partits de les Illes es van comprometre a realitzar un debat global sobre les despeses institucionals, però sense entrar en el detall. Els grups parlamentaris del PSM i d'EU-EV mostraren la seva indignació per aquest acord "discret". Mentrestant, la portaveu socialista a la Cambra, Francina Armengol, negà que existeixi cap pacte de silenci, però advertí que no farien sang demanant totes les factures de les conselleries de manera sistemàtica. El nacionalista Pere Sampol es mostrà sorprès davant la notícia i assegurà que el PSM continuaria sol·licitant tota la documentació que considerés de l'interès dels ciutadans. En aquest sentit, recordà que l'article 14 del reglament del Parlament reconeix aquest dret als diputats. Sampol lamentà que, des que va sortir a la llum el cas Rasputín, l'Executiu de Jaume Matas no aportava cap informació concreta sobre viatges i altres actes oficials. El portaveu del grup d'Esquerra Unida-Els Verds, Miquel Ramon, qualificà de lamentable el pacte de no-agressió entre socialistes i populars i comentà que és curiós que assoleixin aquest tipus d'acords sense donar explicacions a la resta de grups parlamentaris. Finalment, fonts del Govern balear confirmaren el pacte de no-agressió amb el PSIB.